# Benedito Roberto
Benedito Roberto (Mussende, 5 novembre 1946 – Malanje, 8 novembre 2020) è stato un arcivescovo cattolico angolano.

## Biografia
Benedito Roberto nacque a Mussende il 5 novembre 1946.

### Formazione e ministero sacerdotale
Iniziò gli studi presso la missione cattolica di Chiengue. Nel 1967 fu ammesso nel noviziato della Congregazione dello Spirito Santo a Braga, in Portogallo, dove compì gli studi superiori. In seguito emise i voti e fu inviato a Malanje come fratello laico. In seguito maturò la decisione di diventare sacerdote. Dal 1977 e il 1981 studiò filosofia e teologia presso il seminario maggiore "Cristo Re" di Huambo.
Il 18 ottobre 1981 fu ordinato presbitero.

### Ministero episcopale
Il 15 dicembre 1995 papa Giovanni Paolo II lo nominò vescovo di Novo Redondo. Ricevette l'ordinazione episcopale il 25 febbraio successivo nella cattedrale dell'Immacolata Concezione a Sumbe dall'arcivescovo Félix del Blanco Prieto, delegato apostolico in Angola, co-consacranti l'arcivescovo coadiutore di Lubango Zacarias Kamwenho e il vescovo di São Tomé e Príncipe Abílio Rodas de Sousa Ribas. Durante la stessa celebrazione prese possesso della diocesi.
Il 22 ottobre 2006 la diocesi di Novo Redondo assunse il nome di diocesi di Sumbe in forza del decreto Excellentissimus della Congregazione per l'evangelizzazione dei popoli.
Nell'ottobre del 2011 compì la visita ad limina.
Il 19 maggio 2012 papa Benedetto XVI lo nominò arcivescovo metropolita di Malanje. Prese possesso dell'arcidiocesi il 21 agosto successivo con una cerimonia nella cattedrale di Nostra Signora Assunta a Malanje alla presenza del nunzio apostolico Novatus Rugambwa. Durante la stessa il cardinale Alexandre do Nascimento gli impose il pallio, simbolo degli arcivescovi metropoliti.
Nel giugno del 2019 compì una seconda visita ad limina.
Si appellò sempre alla promozione dell'amore del prossimo, del buon governo e dell'equa distribuzione della ricchezza nazionale.
Era noto come il "vescovo fuoristrada" in quanto, nonostante le avversità delle cattive strade, il clima e altre intemperie, non mancava mai di visitare i luoghi più lontani della sua arcidiocesi, comunità che affrontano innumerevoli difficoltà.
Morì dopo un breve ricovero all'ospedale di Malanje alle 23:45 dell'8 novembre 2020 all'età di 74 anni. Dopo il decesso risultò positivo al nuovo coronavirus SARS-CoV-2. Le esequie si tennero il 10 novembre in forma strettamente privata. Il 13 novembre fu sepolto nel cimitero di Kafuma.

## Genealogia episcopale
La genealogia episcopale è:
- Cardinale Scipione Rebiba
- Cardinale Giulio Antonio Santori
- Cardinale Girolamo Bernerio, O.P.
- Arcivescovo Galeazzo Sanvitale
- Cardinale Ludovico Ludovisi
- Cardinale Luigi Caetani
- Cardinale Ulderico Carpegna
- Cardinale Paluzzo Paluzzi Altieri degli Albertoni
- Papa Benedetto XIII
- Papa Benedetto XIV
- Papa Clemente XIII
- Cardinale Marcantonio Colonna
- Cardinale Giacinto Sigismondo Gerdil, B.
- Cardinale Giulio Maria della Somaglia
- Cardinale Carlo Odescalchi, S.I.
- Cardinale Costantino Patrizi Naro
- Cardinale Lucido Maria Parocchi
- Papa Pio X
- Papa Benedetto XV
- Papa Pio XII
- Cardinale Eugène Tisserant
- Papa Paolo VI
- Cardinale Agostino Casaroli
- Arcivescovo Félix del Blanco Prieto
- Arcivescovo Benedito Roberto, C.S.Sp.